# Anna Nicole Smith
Anna Nicole Smith (ur. 28 listopada 1967 w Mexia, zm. 8 lutego 2007 w Hollywood) – amerykańska modelka „Playboya” i aktorka.

## Życiorys

### Wczesne lata
Urodziła się w Mexia w Teksasie jako Vickie Lynn Hogan. Była córką Virgie Mae (z domu Tabers; 12 lipca 1951) i Donalda Eugene’a Hogana (ur. 12 lipca 1947, zm. 19 lutego 2007). Jej rodzice wzięli ślub 22 lutego 1967 i rozwiedli się 4 listopada. Miała pięcioro przyrodniego rodzeństwa: Donnę (ur. 11 maja 1971), Davida Tackera Jr., Donniego, Amy i Donalda. Była wychowywana przez matkę i ciotkę. W 1971 jej matka poślubiła Donalda R. Harta, wtedy też zmieniła nazwisko z Vickie Hogan na Nikki Hart.
Uczęszczała do Durkee Elementary School i Aldine Senior High School w Houston. Po drugim roku w Mexia High School w Mexia porzuciła szkołę.

### Kariera
Pracowała jako tancerka topless w klubie ze striptizem, zanim jej zdjęcie znalazło się w konkursie i w marcu 1992 trafiło na okładkę magazynu „Playboy”. Została Playmate Playboya z 1993, podpisała również kontrakt jako modelka dżinsów Guess, występowała w reklamach telewizyjnych, pojawiała się na billboardach i w reklamach prasowych.
W 1994 zadebiutowała na dużym ekranie jako Za-Za w komedii fantasy Joela Coen i Ethana Coen Hudsucker Proxy z udziałem Tima Robbinsa, Paula Newmana i Jennifer Jason Leigh. Jednak rola Tanyi Peters w komedii kryminalnej Naga broń 33⅓: Ostateczna zniewaga (Naked Gun 33⅓: The Final Insult, 1994) przyniosła jej Złotą Malinę dla najgorszego debiutanta roku 1994. W 2002 prowadziła autorski program telewizyjny, mieszanka groteski, reality-show i sitcomu, w stacji E!.

## Życie prywatne
Pracując w Jim’s Krispy Fried Chicken w Mexia, Smith spotkała w restauracji kucharza Billy’ego Wayne’a Smitha, za którego wyszła 4 kwietnia 1985. Jednak w 1987 doszło do separacji, a 3 lutego 1993 do rozwodu. 22 stycznia 1986 urodził się im syn Daniel Wayne Smith, który 10 września 2006 w wyniku przedawkowania antydepresantów i metadonu zmarł w wieku 20 lat.
W 1991 poznała 86-letniego potentata naftowego, miliardera Jamesa Howarda Marshalla II, z którym wzięła ślub 27 czerwca 1994. Po 14 miesiącach, 4 sierpnia 1995 owdowiała. Jeden z dwóch synów Marshalla II – Everett Pierce Marshall (1939–2006) wytoczył jej proces sądowy o prawa do majątku. Ona tymczasowo połączyła siły z innym synem J. Howarda, Jamesem Howardem Marshallem III, którego ojciec Howard II się wyrzekł. Po śmierci syna Everetta Pierce’a Marshalla proces kontynuowała rodzina zmarłego. Toczący się 10 lat proces pochłonął wszystkie jej oszczędności. Walka o spadek po mężu toczyła się w sądzie okręgowym w Houston niemal do końca jej życia, następnie sprawa trafiła do Sądu Najwyższego Stanów Zjednoczonych, a zakończyła się dopiero w 2010 w Sądzie Apelacyjnym.
7 września 2006 w szpitalu w Nassau na Bahamach urodziła córkę Dannielynn Hope Marshall Birkhead, której ojcem był Larry E. Birkhead. 9 lutego 2007 książę niemieckiego pochodzenia Frédéric von Anhalt (właśc. Robert Lichtenberg, ur. 1943), syn policjanta, adoptowany dla pieniędzy przez księżniczkę Marie Auguste von Anhalt oraz mąż Zsa Zsy Gabor, oświadczył, że miał 10-letni romans ze Smith i potencjalnie może być on ojcem jej córki Dannielynn.
Zmarła 8 lutego 2007 w Hollywood na Florydzie w wieku 39 lat. Jej śmierć nastąpiła w wyniku wypicia mieszanki leków o podobnym działaniu, głównie uspokajających i nasennych, m.in. diazepamu, klonazepamu, lorazepamu, oksazepamu, wodzianu chloralu, topiramatu. Miała też wysoką, 39-stopniową temperaturę ciała, która była wynikiem zapalenia płuc. Osierociła pięciomiesięczną córkę Dannielynn.
Jej ciało na polecenie sądu zostało zachowane do 20 lutego 2007, czyli do momentu rozstrzygnięcia sprawy o ustalenie ojcostwa jej 5-miesięcznej córki. O prawo opieki nad Dannielynn ubiegało się 5 mężczyzn, w tym jej partner, prawnik Howard K. Stern, z którym była związana w latach 2002–2007. 2 marca 2007 decyzją sądu została pochowana na Bahamach obok syna. 10 kwietnia 2007 testy DNA wykazały, że ojcem dziewczynki jest jednak Larry Birkhead. Zostawiła nieaktualny testament, w którym jedynym spadkobiercą czyniła zmarłego we wrześniu syna Daniela. Cały jej majątek odziedziczyła córka Dannielynn.

## Filmografia

### Filmy fabularne
- 1994 Hudsucker Proxy jako Za-Za
- 1994 Naga broń 33⅓: Ostateczna zniewaga (Naked Gun 33⅓: The Final Insult) jako Tanya
- 1995 Skyscraper jako Carrie Wisk
- 1995 Szpiegowski pojedynek (To the Limit) jako Colette Dubois / Vickie Linn
- 2003 Wasabi Tuna jako ona sama
- 2005 Be Cool jako ona sama
- 2007 Kosmitki na nielegalu (Illegal Aliens) jako Lucy

### Seriale TV
- 1999: Sekrety Weroniki (Veronica’s Closet) jako Donna
- 1999: Ally McBeal jako Myra Jacobs
- 2000: N.Y.U.K jako dr Anita Hugg
- 2002: The Anna Nicole Show

## Anna Nicole Smith w kulturze
Filmy biograficzne
- 2007: Anna Nicole w reżyserii Keoni Waxmana. W roli tytułowej wystąpiła Willa Ford[30]
- 2013: Anna Nicole, film TV w reżyserii Mary Harron. W roli tytułowej wystąpiła Agnes Bruckner[30]

Opera
- 2011: Anna Nicole – dwuaktowa opera według libretta Richarda Thomasa, z muzyką Marka-Anthony’ego Turnage’a. Premiera odbyła się w Royal Opera House w Londynie w 2011.

## Nagrody
- Złota Malina Najgorszy debiut: 1995 Naga broń 33⅓: Ostateczna zniewaga